# Lesquerella
Lesquerella es un género de plantas fanerógamas perteneciente a la familia Brassicaceae.  Comprende 132 especies  descritas y de estas, solo 4 aceptadas.

## Taxonomía
El género fue descrito por Nicholas Edward Brown y publicado en Journal of Botany, British and Foreign 66: 141. 1928. La especie tipo es: Dicrocaulon pearsonii N.E. Br. 
Etimología
Lesquerella: nombre genérico que fue otorgado en honor del especialista en plantas fósiles Leo Lesquereux (1806-1889).

## Especies aceptadas
A continuación se brinda un listado de las especies del género Lesquerella aceptadas hasta julio de 2014, ordenadas alfabéticamente. Para cada una se indica el nombre binomial seguido del autor, abreviado según las convenciones y usos.	 
- Lesquerella arctica (Wormsk. ex Hornem.) S.Watson
- Lesquerella ludoviciana (Nutt.) S.Watson
- Lesquerella mendocina (Phil.) Kurtz
- Lesquerella schauneriana (Kuntze) Payson